# بذور سحرية (رواية)
بذور سحرية (بالإنجليزية: Magic Seeds) هي رواية للكاتب البريطاني الحائزة على جائزة نوبل فيديادر سوراجبراساد نيبول، نشرت عام 2004، لأول مرة عن دار نشر بيكادور في المملكة المتحدة وكنوبف في الولايات المتحدة.